# Rafał Matuszak
Rafał Wojciech Matuszak (ur. 30 kwietnia 1977 w Łodzi) – polski muzyk, basista. Rafał Matuszak znany jest przede wszystkim z wieloletnich występów w zespole muzyki rockowej Coma. Wraz z grupą otrzymał m.in. sześciokrotnie nagrodę polskiego przemysłu fonograficznego Fryderyka. W 2009 roku muzyk otrzymał także indywidualnie nominację w kategorii wydawnictwo specjalne – najlepsza oprawa graficzna do tejże nagrody za płytę Comy – Hipertrofia (2008). Debiutował  w zespole SID. Następnie występował w formacji Second Hand gdzie poznał Marcina Kobzę oraz De Ja Vi w którym grał wraz z Dominikiem Witczakiem i Piotrem Roguckim.